# Le Nouvel Observateur
Le Nouvel Observateur (popularmente referido como Le Nouvel Obs) é uma revista de notícias semanal francesa, baseada em Paris. É a revista de informação com maior circulação da França, teve tiragem de 526.732 exemplares no primeiro semestre de 2013. Desde 1964, cobre as áreas de política, negócios e economia e cultura - na Europa, Oriente Médio e África. Tem como pontos fortes as áreas de política e literatura, destacando-se pelo tratamento aprofundado das notícias. É considerada a "revista dos intelectuais franceses".
Sua orientação política, conforme explicitada em junho de 2004, por ocasião do 40° aniversário de sua fundação, situa-se no campo mais geral da social democracia, uma tradição mais voltada ao tratamento de questões referentes ao respeito à liberdade e à justiça social. 
O atual conselho editorial é composto por dois dos seus fundadores, Jean Daniel e Claude Perdriel, chefes da redação, Laurent Joffrin e Serge Lafaurie, diretor geral, Jacqueline Galvez. André Gorz e outros jornalistas que haviam deixado L'Express também participaram da fundação da revista.

## História
Originou-se do periódico L'Observateur politique, économique et littéraire, semanário de 24 páginas, criado em 13 de abril de 1950, com tiragem de 20 mil exemplares, fundado por antigos membros da Resistência francesa - Gilles Martinet da AFP, Roger Stéphane, Claude Bourdet e Hector de Galard do jornal Combat - com a colaboração de Jean-Paul Sartre.
Passou a chamar-se l'Observateur aujourd'hui em 1953, e depois, France Observateur, em 1954. Na França do pós-guerra, impregnada pelo espírito de resistência da esquerda, o France Observateur se afirma como uma publicação polêmica, antecipando a discussão sobre a necessidade de conceder a independência das colônias e denunciando os escândalos, os acordos, a tortura na Argélia. Nessa época, a tiragem chega a 100 mil exemplares.